# Демидовцев, Григорий Анатольевич
Григо́рий Анато́льевич Деми́довцев (настоящая фамилия Петро́в; 12 октября 1960, Ленинград — 19 июня 2023, Санкт-Петербург) — русский писатель, работавший в жанре философской фантастики, член Союза писателей России (с 13 мая 2008 г.), драматург, главный редактор журналов «Неворусь» (2002—2006 гг.), «Бизнес Сегодня» (2001—2009), «Правоинформ», «Невский театралъ» и «Творчество юных».

## Биография
Родился 12 октября 1960 в Ленинграде в семье инженеров: отец, Анатолий Борисович Петров, работал проектировщиком подводных лодок на Санкт-Петербургском морском бюро машиностроения «Малахит», мать — на химическом производстве. Среди предков — петербургские мещане Петровы, почётные потомственные граждане Демидовцевы, павловские мастеровые Безбрязговы, петербургские купцы Патровы, калужские мещане Астаховы и Кулешовы, а также представители полонизированной литовской фамилии Винкшно. После службы в армии учился в Ленинградском кораблестроительном институте. Закончив в 1988 году институт, работал в Санкт-Петербургском морском бюро машиностроения «Малахит». С 1991 г. в бизнесе, возглавлял Региональный информационный центр «Невский», являющийся региональным информационным центром общероссийской сети распространения правовой информации «КонсультантПлюс», с 2016 г. руководит ООО «Авторская студия Демидовцева». Помимо писательской деятельности, увлекался футболом, являлся создателем команды «Невский», выступавшей в чемпионате Санкт-Петербурга по мини-футболу. Скончался 19 июня 2023 года. Похоронен на Шуваловском кладбище в Санкт-Петербурге.

## Творчество
С 2001 года Григорий Демидовцев публиковал свои произведения в журналах «Нева» и «Неворусь». В 2003 году вышла его первая книга — «Дуновение будущего». Он автор восемнадцати книг, пять из которых объединены в цикл «Дуновение смерти и вечность любви». В своём творчестве Григорий Демидовцев активно использовал темы блокады Ленинграда и истории минойской цивилизации. В 2008—2009 гг. созданы пьесы «Эрехтея», «Месть Фетиды» и «Жертва Эрехтеи», в которых элементы древнегреческой мифологии причудливо переплетены с минойскими реалиями. В 2010—2011 гг. написаны «Ленинградский вальс» и «Ленинградская правда», посвященные жителям блокадного Ленинграда. Переосмысление раннего творчества привело к выходу в свет в 2012 г. трилогии, включающей в себя книги «Таящая в веках», «Переворот. Книга первая» и «Переворот. Книга вторая». В 2013—2014 гг. публикуется роман в двух книгах «Правда любви», действие которого разворачивается во время Великой Отечественной войны (один из героев — пресловутая Тонька-пулемётчица). С 2008 г. Григорий Демидовцев являлся членом Союза писателей России.

## Театр Григория Демидовцева
В поздний период жизни Демидовцев много работал для театра. С 2007 года в Санкт-Петербурге функционирует проект «Театр Григория Демидовцева», целью которого является отражение творчества писателя. Театр не имеет своего помещения, поэтому для проведения спектаклей арендуются различные сцены. С 2008 года функции режиссёра-постановщика выполняет преподаватель кафедры режиссуры Санкт-Петербургского университета культуры и искусств Людмила Героева. В постановках задействованы актёры театров Санкт-Петербурга. В 2008 году вышел в свет первый сборник пьес Григория Демидовцева, в 2009—2010 гг. за ним последовали «Эрехтея», «Подарок» и «Ленинградский вальс».

### Постановки
- Кофейная чашка (с 2007 г.)
- Сон бизнесмена (2008 г.)
- Кольцо всех времён (с 2008 г.)
- Месть Фетиды (с 2009 г.)
- Ленинградский вальс (с 2010 г.)

## Редакторская деятельность
С 2002 по 2006 г. Григорий Демидовцев издавал в Санкт-Петербурге журнал «Неворусь». Название журнала происходит от упоминающегося в произведениях Демидовцева государства, которое могло сформироваться на северо-западных землях Руси, если бы Новгородское государство сохранило независимость от московских князей. Журнал задумывался прежде всего как площадка для публикации собственных произведений Демидовцева. Он выходил четыре раза в год и распространялся бесплатно. Всего в свет вышло 18 номеров тиражом от 1000 до 8000 экземпляров.
Кроме того, в 2002—2009 гг. Демидовцев издавал журнал «Бизнес Сегодня». Позже он являлся главным редактором журналов «Творчество юных», «Невский театралъ» и «Правоинформ».

## Премия Григория Демидовцева
В 2006 г. с целью поддержки творчества школьников в области фантастики учреждена премия Григория Демидовцева. Она присуждается в трех номинациях: фантастическая проза, фантастическая поэзия и фантастическая живопись.

## Награды
В 2009 г. Григорий Демидовцев был награждён медалью Чехова, в 2011 г. — медалью Грибоедова и знаком ордена «Сердце Данко», в 2013 г. — медалями «За заслуги в воспитании» и «За укрепление нравственности». В 2014 г. награждён премией А. К. Толстого.

## Книги
- Дуновение будущего (СПб., 2003. ISBN 5-88407-049-7)
- Дуновение прошлого (СПб., 2003. ISBN 5-94988-023-4)
- Русь, которую мы не узнали (СПб., 2004. ISBN 5-94988-028-5)
- Дуновение вечности (СПб., 2005. ISBN 5-94988-030-7)
- Бантик (СПб., 2005. ISBN 5-94988-029-3)
- Демон соблазна (СПб., 2007. ISBN 5-94988-001-3)
- Чёрный ангел. Лодка смерти (СПб., 2007. ISBN 5-94988-017-X)
- Русская тайна (СПб., 2008. ISBN 5-94988-005-6)
- Пьесы (СПб., 2008. ISBN 5-94988-008-0)
- Эрехтея. Сборник пьес (СПб., 2009. ISBN 978-5-94988-001-3)
- Подарок. Сборник пьес (СПб., 2009. ISBN 978-5-94988-002-1)
- Ленинградский вальс. Сборник (СПб., 2010. ISBN 978-5-94988-024-2)
- Ленинградская правда. Сборник пьес. Повесть. (СПб., 2011. ISBN 978-5-94988-025-0)
- Таящая в веках (СПб., 2012. ISBN 978-5-8000-0011-5)
- Переворот. Книга первая (СПб., 2012. ISBN 978-5-8000-0007-8)
- Переворот. Книга вторая (СПб., 2012. ISBN 978-5-8000-0012-2)
- Правда любви. Книга первая (СПб., 2013. ISBN 978-5-8000-0015-3)
- Правда любви. Книга вторая (СПб., 2014. ISBN 978-5-905853-04-3)

## Переводы на другие языки
- Fantastic stories (английский язык) (СПб., 2004. ISBN 5-98381-010-3)